# Deutsches Ressourceneffizienzprogramm
Das Deutsche Ressourceneffizienzprogramm soll dazu beitragen, die Ziele der deutschen Nachhaltigkeitsstrategie zu erreichen, Produkte und Konsum ressourcenschonender zu gestalten und die Kreislaufwirtschaft auszubauen.
ProgRess basiert auf der Idee, dass Ressourceneffizienz gleichermaßen wirtschaftlichen
und umweltpolitischen Zielen dient.
Das Bundeskabinett hat am 29. Februar 2012 das Deutsche Ressourceneffizienzprogramm (ProgRess) beschlossen. Die Fortschreibung ProgRess II wurde am 2. März 2016 verabschiedet.

## Entstehungsprozess
Den veröffentlichten Berichten liegt jeweils ein Textentwurf des Umweltbundesamtes (UBA) zugrunde, der in einem Konsultationsprozess mit Experten, Vertretern gesellschaftlicher Gruppen und Verbänden sowie mit den Ländern vom Bundesministerium für Umwelt, Naturschutz, Bau und Reaktorsicherheit (BMUB) abgestimmt wird. Die Öffentlichkeit wurde bei ProgRess über das Internet einbezogen, bei ProgRess II gab es einen moderierten Dialogprozess.

## Ausgangslage
Der weltweite Primär-Materialeinsatz (Mineralien, Erze, fossile Brennstoffe, Biomasse) hat sich in den letzten 30 Jahren mehr als verdoppelt.
Er stieg von ca. 36 Mrd. Tonnen (1980) auf rd. 78 Mrd. Tonnen (2011) und wird Schätzungen zufolge bis 2050 auf 140 Mrd. Tonnen ansteigen, falls die heutigen Konsummuster bestehen bleiben.
60 % der Agrar-Biomasse wird als Futter verwendet,
8 % wird stofflich oder energetisch genutzt und
32 % des „Aufwuchses“ dient als pflanzliche Nahrungsmittel.
In der nationalen Nachhaltigkeitsstrategie hat die Bundesregierung 2002 das Ziel festgelegt, die Rohstoffproduktivität (bezogen auf 1994) bis zum Jahr 2020 zu verdoppeln.
Mit Rohstoffproduktivität wird dabei ausgedrückt, wie viel Bruttoinlandsprodukt (BIP) je eingesetzter Tonne an abiotischem Primärmaterial erwirtschaftet wird.

## ProgRess II
Während bei ProgRess ausschließlich die Materialströme berücksichtigt wurden, werden mit ProgRess II Energie- und Materialströme gemeinsam betrachtet.
Unverändert gelten die vier Leitideen:
- Ökologische Notwendigkeiten mit ökonomischen Chancen, Innovationsorientierung und sozialer Verantwortung verbinden.
- Globale Verantwortung als zentrale Orientierung unserer nationalen Ressourcenpolitik sehen.
- Wirtschafts- und Produktionsweisen in Deutschland schrittweise von Primär-Rohstoffen unabhängiger machen, die Kreislaufwirtschaft weiterentwickeln und ausbauen.
- Nachhaltige Ressourcen-Nutzung durch gesellschaftliche Orientierung und qualitatives Wachstum langfristig sichern.

Die Rohstoffproduktivität ist zwischen 1994 und 2014 angestiegen, erreicht jedoch das angestrebte Ziel der Verdoppelung der Rohstoffproduktivität beim derzeitigen Tempo nur zur Hälfte.
Neben der Rohstoffproduktivität soll auch eine Reduktion des Ressourcenverbrauchs angestrebt werden.
Das Programm bekräftigt den Vorrang der Ernährungssicherheit und befürwortet zugleich einen Ausbau der stofflichen Nutzung nachwachsender Rohstoffe.

## Bürgerratschlag
200 per Zufallsauswahl nominierte Bürger haben in fünf Bürgerwerkstätten an Empfehlungen mitgearbeitet, dem sogenannten Bürgerratschlag:
- Bewusstsein schaffen. Brauche ich das wirklich?
- Innovationen von ressourcenschonenden Materialien und Produkten fördern
- Primärrohstoffsteuer erheben
- Die Anschlüsse von Netzteilen, Ladekabeln und Zubehör sowie Akkus von elektronischen Geräten sollten herstellerunabhängig standardisiert werden.
- Technische Produkte sollten langlebig und reparierfähig sein.
- Es sollte eine verpflichtende Kennzeichnung aller Waren und Güter hinsichtlich des erforderlichen Ressourcenverbrauchs für die Herstellung und Entsorgung eingeführt werden.
- Ein Gesetz zur Rücknahme von Produktionsgütern mit Verpflichtung zum Recyceln im Land der Rückgabe sollte eingeführt werden.
- Durch eine gesetzliche Regelung sollte der Einsatz von Plastiktüten drastisch reduziert werden.
- Die Wirtschaft sollte verpflichtet werden, für Verpackungen ein Maximalverhältnis von Verpackungs- und Produktvolumen einzuhalten.
- Durch eine gesetzliche Regelung sollte ein umfängliches Mehrwegsystem geschaffen werden.
- Es sollten mehr Anreizsysteme für den öffentlichen (Nah-)Verkehr und Car-Sharing-Systeme geschaffen werden.
- Durch eine gesetzliche Regelung sollte der Anteil an regionalen und saisonalen Produkten in Supermärkten und öffentlichen Einrichtungen erhöht werden.

## Kritik des Sachverständigenrates
Der Sachverständigenrat für Umweltfragen kritisiert, dass:
- ProgRess II keine quantitativen Ziele für die Zeit nach 2020 vorschlägt
- das vorgeschlagene Zielsystem in sich nicht konsistent sei
- wichtige Indikatoren noch entwickelt werden müssten
- der vorgeschlagene Instrumentenmix weit hinter dem Handlungsbedarf zurückbleibe
- wichtige strategische europäische Debatten (z. B. um die Kreislaufwirtschaft) nur oberflächlich aufgegriffen würden

Der Sachverständigenrat empfiehlt, dass das Programm über reine Konsenspolitik hinausgehen sollte.

## Kritik der Umweltschutzverbände
Es wird kritisiert, dass das Programm häufig unkonkret bleibt und Lücken lasse, die mit Leben gefüllt werden könnten.
Auch in der zweiten Auflage würden klare Aussagen fehlen, ob die Bundesregierung eine absolute Rohstoffverbrauchssenkung anstrebt.
Es wird bemängelt, dass ein Umbau des Steuersystems hin zu einer Besteuerung des Rohstoffverbrauchs zumindest in den Forschungsvorhaben vorgesehen werden könne.
Insgesamt würde das Programm deutlich zu kurz greifen, weil die geplanten Ressourceneinsparungen nicht ausreichen und die Ziele nicht mit konkreten Maßnahmen untermauert seien.

## Kritik von Verbänden
Der Bundesverband der Deutschen Entsorgungs-, Wasser- und Rohstoffwirtschaft (BDE) bemängelt, dass sich das Programm auf eine Auflistung von Handlungsansätzen beschränken würde, ohne konkrete Maßnahmen zur Stärkung des Recyclings und zur Steigerung der Ressourceneffizienz aufzulisten.
Eine Weiterentwicklung der Kreislaufwirtschaft könne nur gelingen, wenn klare Maßnahmen definiert würden.
Der Verein Deutscher Ingenieure (VDI) ist der Auffassung, dass es notwendig gewesen wäre, die Ressourceneffizienz in der „DNA“ der Geschäftsmodelle deutscher Unternehmen zu verankern.
Der Bundesverband der Verbraucherzentralen kritisiert, dass die Bundesregierung zwar wiederholt angekündigt hätte, ein Wertstoffgesetz vorzulegen, um wesentlich größere Wertstoffmengen zu sammeln und zu verwerten, dies aber noch nicht umgesetzt hätte.
Die Verbraucherzentralen loben ProgRess II, weil dort die Nutzungsverlängerung von Produkten als ein bedeutender Schritt zur Ressourcenschonung angesehen wird. Dieser Aspekt würde jedoch nicht fokussiert behandelt werden.